# Xynobius comatus
Xynobius comatus är en stekelart som först beskrevs av Wesmael 1835.  Xynobius comatus ingår i släktet Xynobius och familjen bracksteklar. Arten är reproducerande i Sverige. Inga underarter finns listade i Catalogue of Life.